# Rochester Twilight Criterium
Le Rochester Twilight Criterium est une compétition de cyclisme sur route américaine, disputée autour de Rochester, dans la région des Finger Lakes, dans l'État de New York. La course est disputée sur un jour, à l'exception de 2008, où elle se déroule sous la forme d'une course par étapes. Depuis 2015, elle fait partie du National Criterium Calendar de la fédération américaine de cyclisme.

## Histoire
Le Rochester Twilight Criterium est créé en 2004. Il intègre l'USA Cycling National Racing Calendar en 2006 et l'UCI America Tour en 2007 et 2008.
En 2008, il devient le Rochester Omnium, événement de trois jours comprenant un contre-la-montre, un critérium et une course en ligne et donnant lieu à un classement par points. Les organisateurs annoncent durant l'année l'allongement de la course à six jours en 2009, sous le nom de Tour de New York. Ce dernier est toutefois annulé et reporté à 2010, en raison de problèmes de financement. Finalement, l'épreuve est à nouveau disputée depuis 2015.

## Palmarès masculin
| Année     | Vainqueur        | Deuxième        | Troisième           |
| --------- | ---------------- | --------------- | ------------------- |
| 2004      | José Alejandro   | Craig McCartney | Chuck Coyle         |
| 2005      | Juan José Haedo  | Kyle Wamsley    | Vassili Davidenko   |
| 2006      | Hilton Clarke    | Dan Schmatz     | Sebastián Alexandre |
| 2007      | Hilton Clarke    | Cameron Evans   | Kyle Wamsley        |
| 2008      | Dominique Rollin | Antonio Cruz    | Ryan Roth           |
| 2009-2014 | Non-disputé      |                 |                     |
| 2015      | Aldo Ino Ilešič  | Carlos Alzate   | Ryan Aitcheson      |
| 2016      | Luke Keough      | Ryan Aitcheson  | Ed Veal             |
| 2017      | Curtis White     | Philip Short    | Jeff Schiller       |
| 2018      | Jeff Schiller    | Scott McGill    | Trevor O'Donnell    |

## Palmarès féminin
| Année     | Vainqueur        | Deuxième           | Troisième          |
| --------- | ---------------- | ------------------ | ------------------ |
| 2006      | Sarah Uhl        | Lauren Franges     | Sarah Ulmer        |
| 2007      | Jessie MacLean   | Anna Lang          | Theresa Cliff-Ryan |
| 2008-2014 | Non-disputé      |                    |                    |
| 2015      | Tara Whitten     | Samantha Schneider | Erica Allar        |
| 2016      | Skylar Schneider | Iris Slappendel    | Samantha Schneider |
| 2017      | Rebecca Wiasak   | Erica Allar        | Skylar Schneider   |
| 2018      | Josie Talbot     | Georgia Baker      | Miriam Brouwer     |